# Lasiodora trinitatis
Lasiodora trinitatis är en spindelart som först beskrevs av Pocock 1903.  Lasiodora trinitatis ingår i släktet Lasiodora och familjen fågelspindlar. Utöver nominatformen finns också underarten L. t. pauciaculeis.